# Feritoia

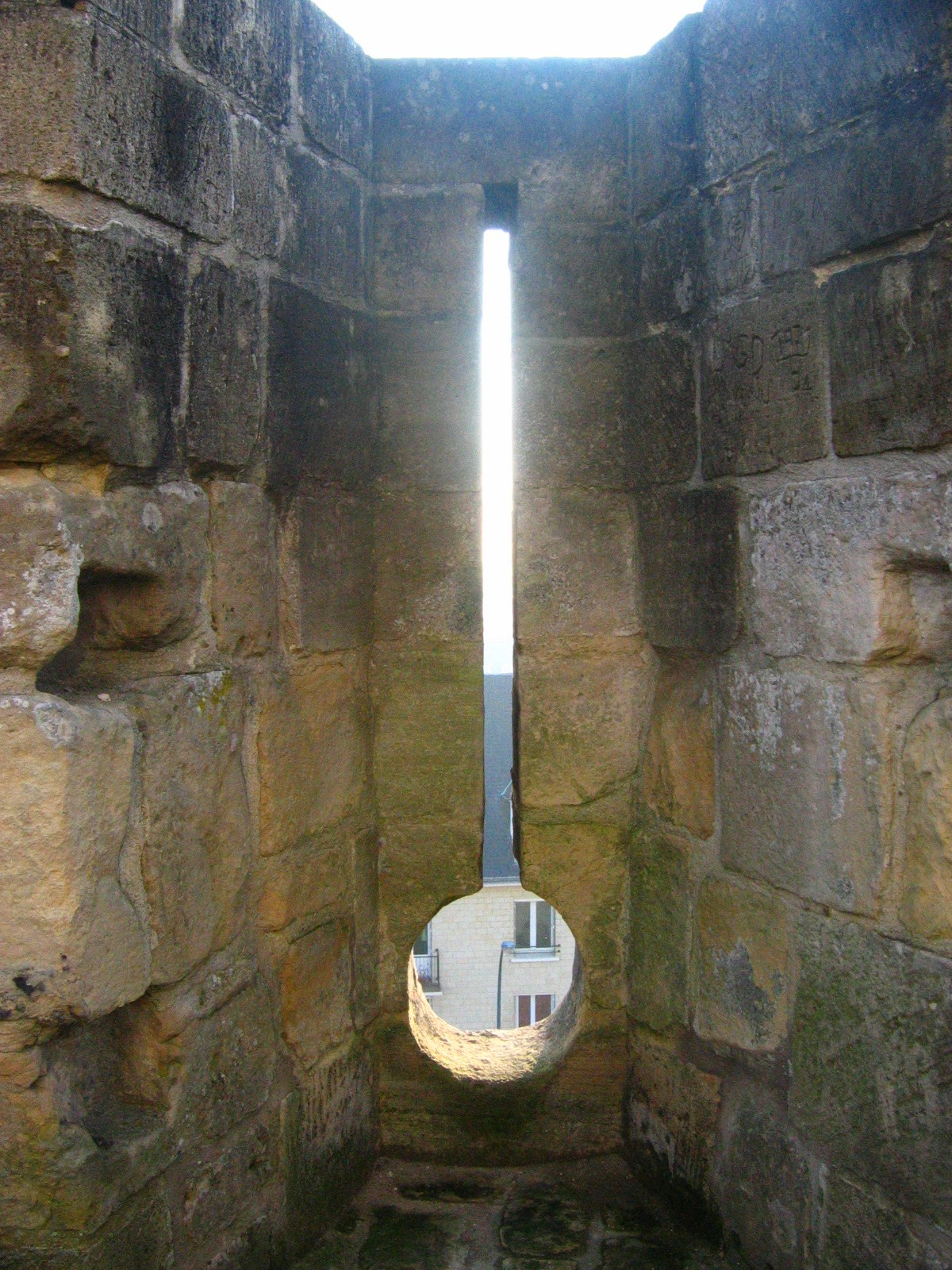
Tipica feritoia verticale con apertura circolare alla base.

La feritoia è un'apertura presente nelle mura delle fortificazioni (ma anche, in senso più generale, nei veicoli blindati) pensata per colpire il nemico rimanendo al riparo.

## Costituzione

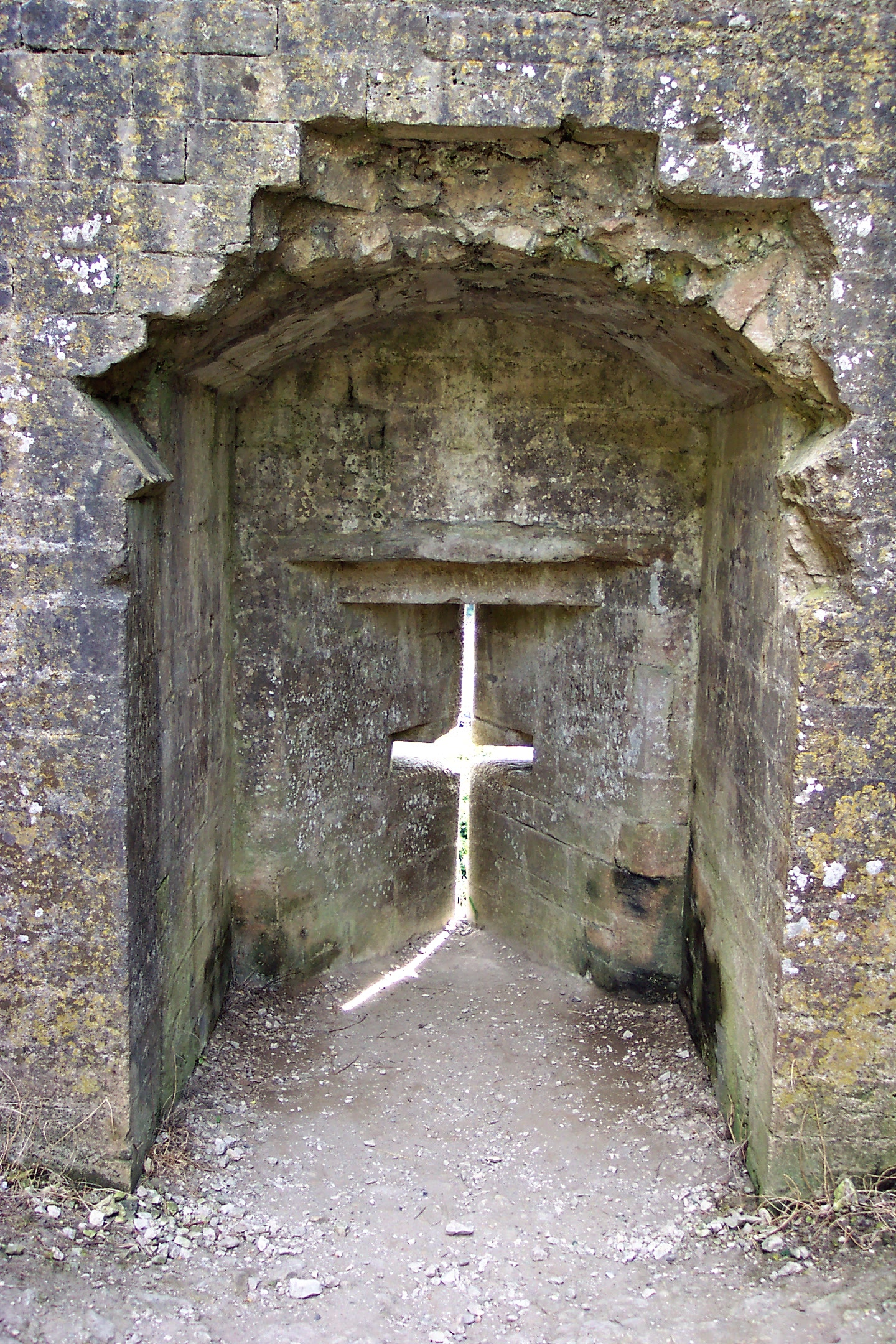
Feritoia a croce.

Generalmente le feritoie sono caratterizzate da una stretta fessura, verticale, orizzontale o a forma di croce, che progressivamente si allarga verso l'interno allo scopo di permettere sufficiente spazio di manovra al tiratore che la utilizza. Dato il tipico spessore delle mura, infatti, non sarebbe altrimenti possibile ruotare lateralmente o inclinarsi verticalmente per tenere sotto tiro una vasta area esterna.

## Storia e sviluppo

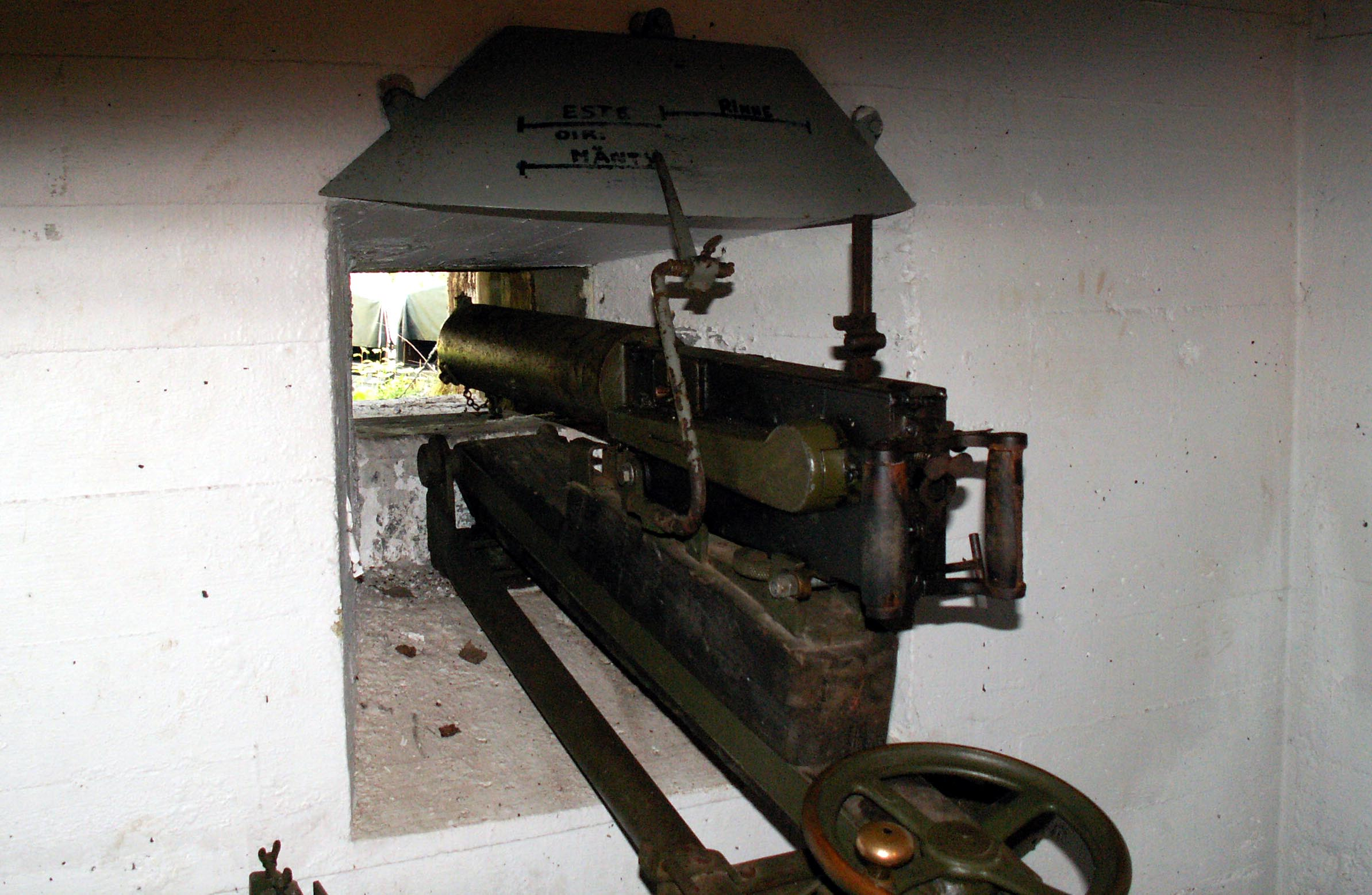
Mitragliatrice fissata dietro una feritoia in un bunker finlandese.

Allo sviluppo delle armi da lancio durante il medioevo corrispose la diffusione della feritoia che affiancò le caditoie non più in grado di assicurare un'adeguata difesa. Grazie a questa fenditura gli assediati avevano la possibilità di colpire il nemico anche a distanza con archi e balestre senza esporsi.
Inizialmente le feritoie erano spesso usate anche ai piani inferiori, più vicine al terreno, ma in seguito si capì che la loro presenza alla base della fortificazione suggeriva chiaramente al nemico l'esistenza di punti deboli causati dal corrispondente assottigliamento delle mura. In questo modo agli assedianti veniva implicitamente indicato il luogo dove scavare gallerie sotterranee fino alle fondamenta della fortificazione, con l'intento di far crollare le mura stesse (tecnica della mina).
Con l'avvento delle armi da fuoco le feritoie rettangolari vennero sostituite da quelle a forma circolare più adatte ad archibugi e moschetti.
In epoca più recente le feritoie hanno dato il loro contributo alla difesa di bunker e fortificazioni moderne offrendo protezione alle mitragliatrici di posizione o, su scala maggiore, ad artiglierie più pesanti.